# Vicious Rumors
Vicious Rumors es una banda estadounidense de power metal formada originalmente en 1979 en San Francisco. El proyecto fue concebido por el cantante y guitarrista Geoff Thorpe y la banda ha estado activa desde el lanzamiento de su álbum debut en 1985. En la actualidad la agrupación tiene un contrato con la disquera alemana SPV/Steamhammer.

## Integrantes
- Geoff Thorpe - guitarra, voz (1979–presente)
- Larry Howe - batería (1985–2000, 2005–presente)
- Thaen Rasmussen - guitarra (2005–2007, 2011–presente)
- Tilen Hudrap - bajo (2013–presente)
- Nick Holleman - voz (2013–presente)

## Discografía

### Estudio
- 1985 - Soldiers of the Night
- 1988 - Digital Dictator
- 1990 - Vicious Rumors
- 1991 - Welcome to the Ball
- 1994 - Word of Mouth
- 1996 - Something Burning
- 1998 - Cyberchrist
- 2001 - Sadistic Symphony
- 2006 - Warball
- 2011 - Razorback Killers
- 2013 - Electric Punishment
- 2016 - Concussion Protocol